# アマタ・コールマン・レイドワーゲン
アマタ・キャスリーン・コールマン・レイドワーゲン（英語：Amata Catherine Coleman Radewagen, 1947年12月29日 - )は、アメリカ領サモアの政治家、アメリカ合衆国下院代議員(通算4期)。通称のアウムア・アマタ（Aumua Amata）とも呼ばれる。
アメリカ領サモア準州全州選挙区選出の米下院代議員としては初の女性議員であり、初の共和党員議員である。

## 経歴・人物
父はアメリカ領サモア初代公選知事ピーター・タリ・コールマン。1975年にグアム大学で心理学の学士号を取得し、カリフォルニア州ロサンゼルスのロヨラ・メリーマウント大学とバージニア州フェアファックスのジョージ・メイソン大学で勉強を続けた。
夫フレッド・レイドワーゲンとの間に3人の子供がいる。
1984年から1997年まで、「ワシントン・パシフィック・レポート」で主任外交特派員を務めていた。その後、1997年からフィリップ・クレーン下院議員（イリノイ州選出）やJ・C・ワッツ・ジュニア下院議員（オクラホマ州選出）らのもとでスタッフとして働いていた。

## 政治家として
1986年から、アメリカ領サモア共和党の共和党全国委員会の代表を務めている。
1994年、アメリカ領サモア準州選挙区からアメリカ下院代議員選挙に出馬するも落選。1996年、2000年には共和党の予備選で破れ、1998年の選挙では無所属で出馬し、落選した。
2001年、レイドワーゲンはブッシュ大統領によってアジア系アメリカ人・太平洋諸島人に関する大統領諮問委員会（AAPI）の委員に任命され、地域社会安全保障委員会の委員長を務めた。15人の委員会の中では唯一の太平洋島民であった。2019年に、ドナルド・トランプ大統領によってAAPIの委員に再任された。
2014年のアメリカ下院代議員選挙でアメリカ領サモア準州全州選挙区に共和党から立候補。同選挙には、レイトワーゲンの他に民主党現職のエニ・ファレオマバエガ、民主党系無所属候補のトギオラ・トゥラフォノ前知事ら9人の候補が出馬していた。レイトワーゲンは全体の42%にあたる4,306票を獲得して当選した。健康上の問題が心配されていた現職のファレオマバエガは、3,157票(30.8%)と及ばなかった。次の2016年選挙では、得票率75.4%を獲得し

### 所属委員会[13]
- エネルギー・天然資源委員会[14]
  - 水、海洋、野生生物の小委員会
  - 先住民小委員会
- 中小企業委員会
  - 農村開発、農業、貿易、起業家精神に関する小委員会
  - 経済成長、税、資本アクセスに関する小委員会
- 退役軍人委員会
  - 退役軍人の健康に関する小委員会
  - 監視と調査に関する小委員会

### 所属する議員連盟
- 気候問題議員連盟[15]